# Raión de Shajtarsk
El raión de Shajtarsk (en ucraniano: Шахтарський район) es un antiguo raión o distrito de Ucrania en el óblast de Donetsk. La capital fue la ciudad de Shajtarsk.
Comprende una superficie de 1194 km².

## Demografía
Según estimación 2010 contaba con una población total de 23570 habitantes.

## Otros datos
El código KOATUU es 1425200000. El código postal 86200 y el prefijo telefónico +380 6255.